# Гениюш, Лариса Антоновна
Лари́са Анто́новна Ге́ниюш (Ге́ниуш) (бел. Лары́са Анто́наўна Ге́ніюш) (в девичестве Миклаше́вич — Міклашэвіч) (9 [22] августа 1910, имение Жлобовцы, Гродненская губерния, Российская империя — 7 апреля 1983, посёлок Зельва, Гродненская область, Белорусская ССР, СССР) — белорусская поэтесса, писательница и общественный деятель.

## Биография

### Детство и юность
Родилась 22 августа (9 августа по старому стилю) 1910 года в имении Жлобовцы Волпинской волости Гродненского уезда (ныне территория города Волковыск, Волковысский район Гродненской области, улица Победы, дом 40) в многодетной семье зажиточного крестьянина-землевладельца, православного. Училась в польской школе, в 1928 году закончила Волковысскую польскую гимназию. В это время знакомится с мировой литературой — польской, скандинавской, английской классикой. Начинает писать стихи.

### Жизнь в Праге
3 февраля 1935 года выходит замуж за студента-медика Ивана (Янку) Гениюша, который учился в Карловом университете в Праге. В 1937 году, после рождения сына Юрия, выезжает к мужу в Прагу. Там соседкой Гениюшей была Александра Косач-Шимановская — сестра Леси Украинки — автора, чьё творчество оказало на Ларису большое влияние. Свои первые стихи поэтесса опубликовала в 1939 году в берлинской газете белорусских эмигрантов-националистов «Раніца». В 1942 году увидел свет первый сборник её поэзии «Ад родных ніў», наполненный ностальгией и размышлениями о судьбе покинутой ей Родины.

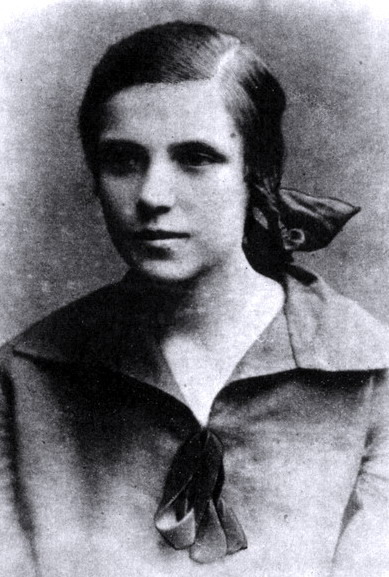
Лариса Гениюш — гимназистка

Когда Красная армия в 1939 году вступила на территорию Западной Белоруссии, отец Ларисы Антон Миклашевич был расстрелян, а мать и две сестры сосланы в Казахстан. В марте 1943 года, согласно завещанию президента Белорусской Народной Республики Василя Захарко, Лариса Гениюш назначается генеральным секретарём Правительства БНР в эмиграции. Она сохраняет и упорядочивает архив БНР, помогает белорусским эмигрантам, политическим беженцам и военнопленным. Наиболее ценную часть архива она отправила в недоступное для органов НКВД и МГБ место. Позже советские правоохранительные органы будут допрашивать поэтессу, чтобы получить сведения об этом архиве.
В 1941 году Гениюш как член Белорусского комитета самопомощи помогла семье Вольфсонов получить документ, который заявлял, что они православные белорусы, хотя всем членам комитета было известно, что они евреи. Благодаря этому,  Аркадий Вольфсон пережил войну.

#### Обвинения в сотрудничестве с нацистами
Некоторые историки считают, что 27 июня 1941 года Лариса Гениюш подписала обращение «Белорусов протектората Чехии и Моравии» к Адольфу Гитлеру, начинавшееся словами:

Видя, что Великий Вождь Немецкого Народа Адольф Гитлер повёл свою непобедимую немецкую армию на Восток Европы ради борьбы и полного уничтожения большевизма, большевиков-коммунистов и евреев, которые уже более 20 лет угнетают и уничтожают наш белорусский народ…
Оригинальный текст (бел.)Бачучы, што Вялікі Павадыр Нямецкага Народу Адольф Гітлер павёў сваю непераможную нямецкую армію на Усход Эўропы дзеля барацьбы і поўнага зьнішчэньня бальшавізму, бальшавікоў-камуністаў і жыдоў, якія ўжо больш як 20 гадоў уціскаюць і нішчаць наш беларускі народ...

Сама поэтесса настаивала, что подпись была сфальсифицирована. В своих лагерных воспоминаниях она писала:

Я ничего не скрывала, поскольку вина моя состояла только в участии в Комитете самопомощи в Праге[1], где я была казначеем. От этого я не отказывалась, но Коган (следователь) показал мне однажды архив Комитета, который ещё в 1942 году «исчез» из квартиры Ермаченко (Юлиан Ермаченко — руководитель белорусской Самопомощи в Праге). Тут я поразилась! Телеграмму никто из белорусов не подписал, но на бланке, под её текстом, были аккуратно, под копирку выведены подписи всех белорусов, которые были и не были на том собрании! Мне стало до отвращения гадко. Такое государство, которое держится на лжи, на обмане, на поддельных документах, гадко! В час наистрашнейшей опасности, опутанные нацистской хитростью, люди всё же отважились не подписать той телеграммы, а тут «подписывают» за них через копирку, аннулируя все человеческое, сохранившееся в людях в тяжёлое время. Нет, это хуже, подлей самого низкого… Мне припомнился Вольфсон, старый еврей, который вместе с семьёй спасался в этом маленьком Комитете и также был на том собрании, как каждый, поскольку все мы получили приглашения. Что он сказал бы, если бы увидел такую свою поддельную подпись под той телеграммой!
[1]Мы как люди без гражданства (в оккупированной фашистами Чехии — прим. перев.) должны были быть зарегистрированы где-то, и какая разница — в русской «фертрафенштел» или в Белорусском комитете? Все иностранцы, начиная с евреев, были у немцев под особо строгим надзором, а я как поэт в особенности.

По утверждению белорусского литератора и исследователя белорусской литературы Михаила Скоблы, который подготовил к печати несколько книг Ларисы Гениюш и сборники касающихся её жизни архивных документов, во всём творчестве Ларисы Гениюш нет ни одного одобрительного слова в адрес фашистских оккупантов.

### Арест и осуждение
После освобождения Чехословакии от немецкой оккупации, Лариса с мужем и сыном живёт под Прагой, в городке Вимперк. 5 марта 1948 года органы МГБ арестовывают Ларису и Ивана. Оба находятся в тюрьмах Чехословакии, Львова, с октября 1948 года в тюрьме в Минске. Здесь Ларису допрашивает сам министр госбезопасности БССР Лаврентий Цанава.
7 февраля 1949 года Ларису и Ивана Гениюшей приговаривают к 25 годам лишения свободы в исправительно-трудовых лагерях. Поэтесса отбывала наказание в лагерях Инта и Абезь (Коми АССР), а также в Мордовской АССР; продолжала писать. Комиссия Президиума Верховного Совета СССР от 30.05.1956 г. обвинение признала обоснованным, но срок наказания был уменьшен до 8 лет. Супруги Гениюш выходят на свободу в 1956 году.
Трагична судьба и других членов семьи Миклашевич: в Казахстане умерла мать. Брат Аркадий — солдат армии Андерса — погиб 27 июля 1944 года в битве под Монте-Кассино в Италии. Другой брат, Ростислав, погиб в апреле 1945 года под Берлином, по некоторым сведениям — в так называемой армии Берлинга.

### Годы в Зельве
После освобождения Лариса поселилась на родине мужа в посёлке Зельва Гродненской области. Всю оставшуюся жизнь Гениюши отказывались принять советское гражданство. 27 лет зельвенской жизни поэтессы прошли под надзором КГБ. Ивану Гениюшу разрешили подрабатывать в районной поликлинике. В 1979 году, после смерти мужа, Ларисе назначили небольшую пенсию. Поэтессе также не разрешали поехать к сыну, который жил в оказавшемся по другую сторону советско-польской границы Белостоке сиротой при живых родителях.
Почти десять лет после освобождения творчество поэтессы не было известно широкой аудитории. Впервые её послелагерные стихи попали на страницы белорусских журналов в 1963 году. Только в 1967 году, благодаря тогдашнему председателю Верховного Совета БССР Максиму Танку, был издан первый в БССР сборник произведений Ларисы Гениюш «Невадам з Нёмана», который на общественных началах отредактировал Владимир Короткевич (автор предисловия — Юлиан Пширков). В данный сборник вошло большинство стихов из сборника «Ад родных ніў» с рядом цензурных купюр, а также стихи «зельвенского» периода.
В первом посмертном сборнике «Белы сон» (составитель и автор предисловия — Борис И. Саченко) дословно повторены все четыре книги, вышедшие в советское время, а к ним добавлены главы: «Стихи разных лет» (почти всё, что было в «Ад родных ніў» и не попало в «Невадам з Нёмана», без купюр); «Из посмертных публикаций» (большей частью лагерные стихи, без купюр) и «Из рукописного наследства» (стихи зельвинского периода, без купюр). Авторские варианты цензурированных стихов воссозданы в репринтном издании «Ад родных ніў», в сборниках «Выбраныя вершы» и «Выбраныя творы».
«Лариса Антоновна была простой женщиной, семья жила скромно. К ним постоянно приезжали писатели и поэты из Гродно, Минска, Барановичей. Тут и Данута Бичель была, и Решетник», — свидетельствовала Софья Мартинчик, помогавшая поэтессе по хозяйству.

### Последние годы и смерть
Лариса Гениюш умерла в 1983 году в Зельве и была похоронена рядом с мужем. Внук поэтессы продал дом, в котором она жила.

## Восприятие. Вопрос о реабилитации
В 1999 году Белорусский Хельсинкский комитет обратился в прокуратуру Республики Беларусь с ходатайством об отмене приговора относительно Ларисы и Ивана Гениюшей. Прокуратура переадресовала обращение в Верховный суд, откуда пришёл отказ: поэтесса «обоснованно не подлежит реабилитации». Согласно письму из Верховного суда, причины отказа «могут быть сообщены только самой репрессированной».
Схожий ответ был получен в 2017 году активистами молодёжного крыла БНФ.
18 января 2006 года состоялась презентация музыкального сборника на стихи Ларисы Гениюш — «Жыць для Беларусі». На диске — песни разных групп и исполнителей. В нём можно услышать и голос самой поэтессы. Сборник посвящён 95-й годовщине со дня рождения Ларисы Гениюш.
В Гродненской епархии Белорусского Экзархата Русской православной церкви (Белорусской православной церкви) 15 мая 2016 года была торжественно открыта библиотека им. Л.Гениюш.
«Долгожданным событием стало открытие приходской библиотеки, которая отныне расположилась в собственном благоустроенном помещении на втором этаже приходского комплекса. Библиотечный фонд, благодаря усилиям настоятеля, прихожан и благотворительным пожертвованиям друзей прихода, пополнился большим количеством новой литературы. С благословения архиепископа Гродненского и Волковысского Артемия библиотека будет носить имя известной белорусским поэтессы Ларисы Гениюш. Известно, что она была не только искренней белорусской, но и настоящей православной верующей, которая пронесла свою веру через все жизненные испытания, исповедуя её непоколебимо и в польское время, и в советских лагерях вплоть до собственной кончины. Владыка Артемий освятил библиотеку и подарил в её фонд самую главную книгу — Библию», — проинформировал сайт Коложского прихода.
Ранее в Зельве на территории церкви был установлен памятник Ларисе Гениюш. В Спасо-Троицкой церкви была открыта мемориальная экспозиция, посвящённая Гениюш.
Польский перевод книги воспоминаний «Споведзь» (Исповедь) опубликован в 2012 году под названием «Ptaki bez gniazd» (Птицы без гнёзд). Переводчик — Чеслав Сенюх.

### Сборники стихов
- «Ад родных ніў» (недоступная ссылка) (1942)
- «Невадам з Нёмана» (1967)
- «На чабары настоена» (1982)
- «Dzieviać vieršaŭ» (1987)
- «Белы сон» (1990)
- «Вершы: рукапісны зборнік з 1945-47 гг.» (1992)
- «Выбраныя вершы» (1997)
- «Гасціна» (2000)
- «Выбраныя творы» (стихи, поэмы, проза, письма, 2000)
- Собрание сочинений в 2-х томах, 2010[14])

### Поэзия для детей
- «Казкі для Міхаські» (1972)
- «Добрай раніцы, Алесь» (1976)

### Другие произведения
- «Споведзь» (воспоминания), 1990)
- «Маці і сын» (в одном издании — сборники Ларисы Гениюш «Сэрца» и Юрия Гениюша «Да свету», 1992)
- «Каб вы ведалі: з эпісталярнай спадчыны» (2005)
- «Лісты з Зэльвы» (эпистолярий, 2012)

## Фильмография
- 1996 — Птицы без гнёзд (реж. Виталий Дудин), Беларусьфильм. Сюжет фильма основан на мемуарах Ларисы Гениюш.

## Воспоминания
- Наталія Кравчук. «За любов до Білорусі — 25 літ таборів». Газета «Вісник + К» (Луцьк, Україна), 22 квітня 2010 р., с. 15.